# Schwedenhaus
La Schwedenhaus (letteralmente: "casa svedese", dal paese d'origine degli architetti progettisti) è un edificio residenziale multipiano di Berlino, sito nel complesso residenziale dell'Hansaviertel, nell'omonimo quartiere.
Come l'intero complesso, anche la Schwedenhaus rappresenta un esempio importante di architettura moderna del dopoguerra, ed è posta sotto tutela monumentale (Denkmalschutz).

## Storia
L'edificio venne costruito nel 1957 nell'ambito dell'esposizione Interbau, alla quale si deve l'intero complesso dell'Hansaviertel. Fu progettato dagli architetti Fritz Jaenecke e Sten Samuelson, di Malmö (Svezia).
Come tutti gli edifici dell'Hansaviertel, anche lo Schwedenhaus venne realizzato a scopo dimostrativo per mostrare le possibilità offerte all'edilizia residenziale dalle nuove tecniche costruttive: in particolare, nello Schwedenhaus si fece largo uso di elementi prefabbricati di concezione svedese.

## Caratteristiche

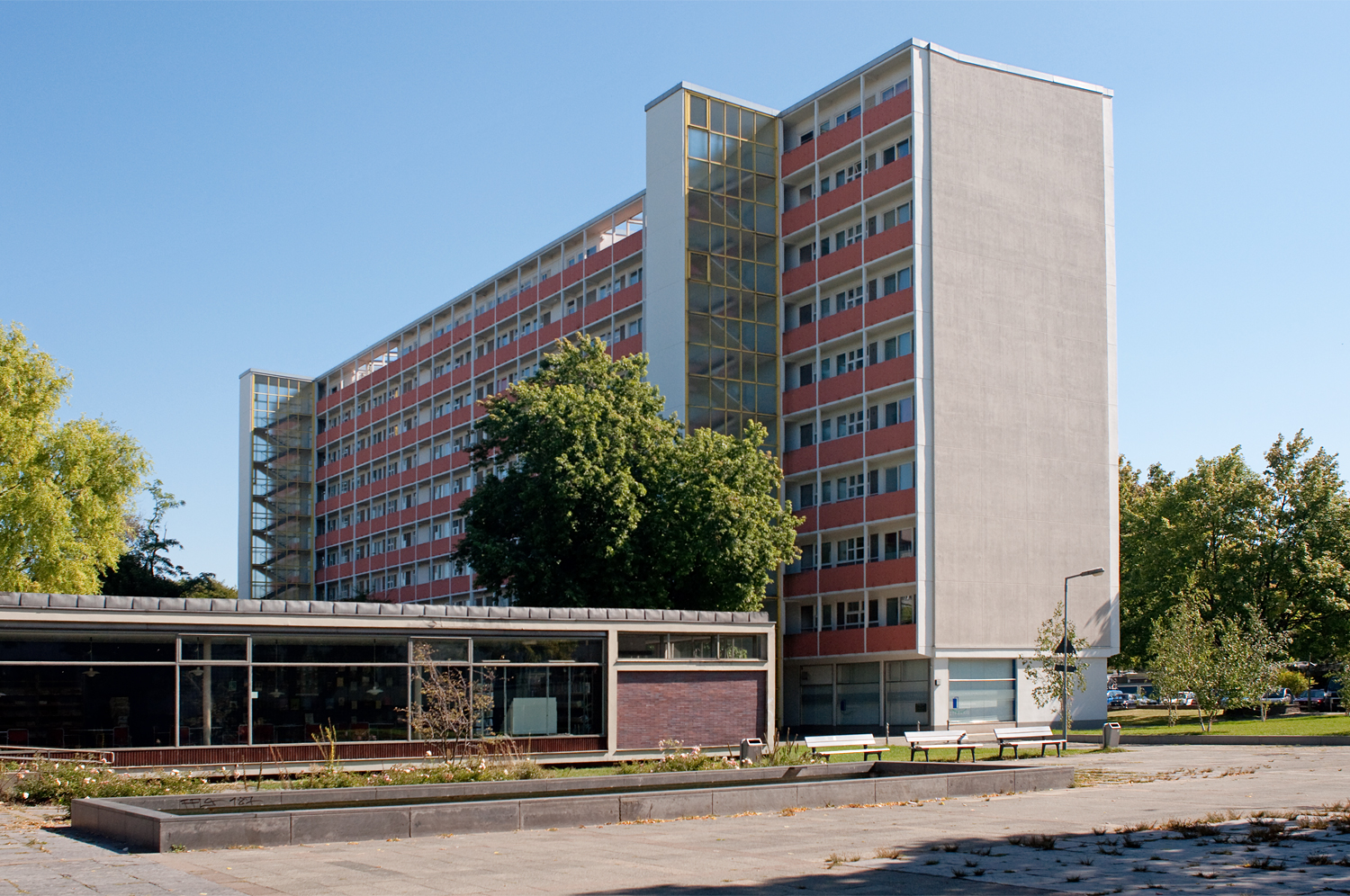
La facciata nord

L'edificio, posto sul lato sud della Altonaer Straße in posizione quasi simmetrica alla casa Niemeyer, costituisce con questa una sorta di "porta" del quartiere per chi proviene dalla Colonna della Vittoria.
Si tratta di una casa in linea disposta in direzione est-ovest, con una lunghezza di 85 m e una profondità del corpo di fabbrica di 11 m. L'edificio conta 9 piani di appartamenti più il terreno, adibito ad uso commerciale, e raggiunge un'altezza di 31 m.
La struttura portante è in calcestruzzo armato, con setti murari portanti prefabbricati posti trasversalmente al corpo di fabbrica che sostengono il peso dei solai. Questi sporgono da entrambi i lati dell'edificio, consentendo così di ricavare lungo la facciata sud delle logge affacciantisi sul parco del Tiergarten, e lungo la facciata nord dei ballatoi che permettono l'accesso agli appartamenti. I connettivi verticali sono separati fra due corpi scala vetrati posti all'esterno dell'edificio (di fronte alla facciata nord) e quattro ascensori posti all'interno.
Coerentemente con il carattere dimostrativo dell'edificio e con la tecnica di prefabbricazione utilizzata, le piante degli appartamenti sono rigidamente concepite e si ripetono identiche in tutti gli appartamenti; secondo l'uso scandinavo, presentano un locale di soggiorno di dimensioni molto ampie sul quale si affacciano tutte le stanze della casa. Il numero complessivo degli appartamenti è di 69.